# 염티초등학교 삼서분교
염티초등학교 삼서분교는 대한민국 충청남도 아산시 염치읍에 있었던 공립 초등학교이다.

## 학교 연혁
- 1947. 9. 1 염치국민학교 산양분교실 설치
- 1949. 12. 1 염산국민학교 설치 인가
- 1951. 10. 1 교명개칭(염산을 삼서로)
- 1973. 2. 19 제22회 졸업(졸업생 총수 1,104명)
- 1975. 2. 20 제24회 졸업(졸업생 총수 1,204명)
- 1982. 2. 12 제31회 졸업(35명 졸업)
- 1983. 2. 16 제32회 졸업(32명 졸업)
- 1984. 2. 17 제33회 졸업(36명)
- 1985. 2. 16 제34회 졸업(36명)
- 1986. 2. 17 제35회 졸업(28명)
- 1987. 2. 16 제36회 졸업(20명)
- 1988. 2. 15 제37회 졸업(21명)
- 1989. 2. 15 제38회 졸업(20명)
- 1990. 2. 15 제39회 졸업(20명)
- 1991. 2. 12 제40회 졸업(12명)
- 1992. 2. 15 제41회 졸업(16명)
- 1993. 2. 16 제42회 졸업(11명)
- 1993. 3. 1 염티국민학교 삼서분교장으로 격하
- 1994. 2. 19 제54회 졸업(17명)
- 1995. 2. 18 제55회 졸업(15명)
- 1996. 2. 16 제56회 졸업(10명)
- 1997. 2. 21 제57회 졸업(10명)
- 1998. 2. 19 제58회 졸업(12명)
- 2004. 3. 1 염티초등학교로 통폐합